# Hoplitis verruciventris
Hoplitis verruciventris là một loài Hymenoptera trong họ Megachilidae. Loài này được Morawitz mô tả khoa học năm 1886.